# Chữ Kawi
Chữ Kawi hay Aksara Kawi (từ tiếng Phạn: कवि "kavi", nghĩa chữ là "nhà thơ")  hoặc Aksara Jawa Kuna ("chữ Java cổ") là tên đặt cho hệ thống chữ viết có nguồn gốc từ Java và được sử dụng trên phần lớn vùng biển Đông Nam Á từ thế kỷ thứ 8 đến khoảng năm 1500 sau Công nguyên, với những nét tương đồng với chữ Nāgarī.

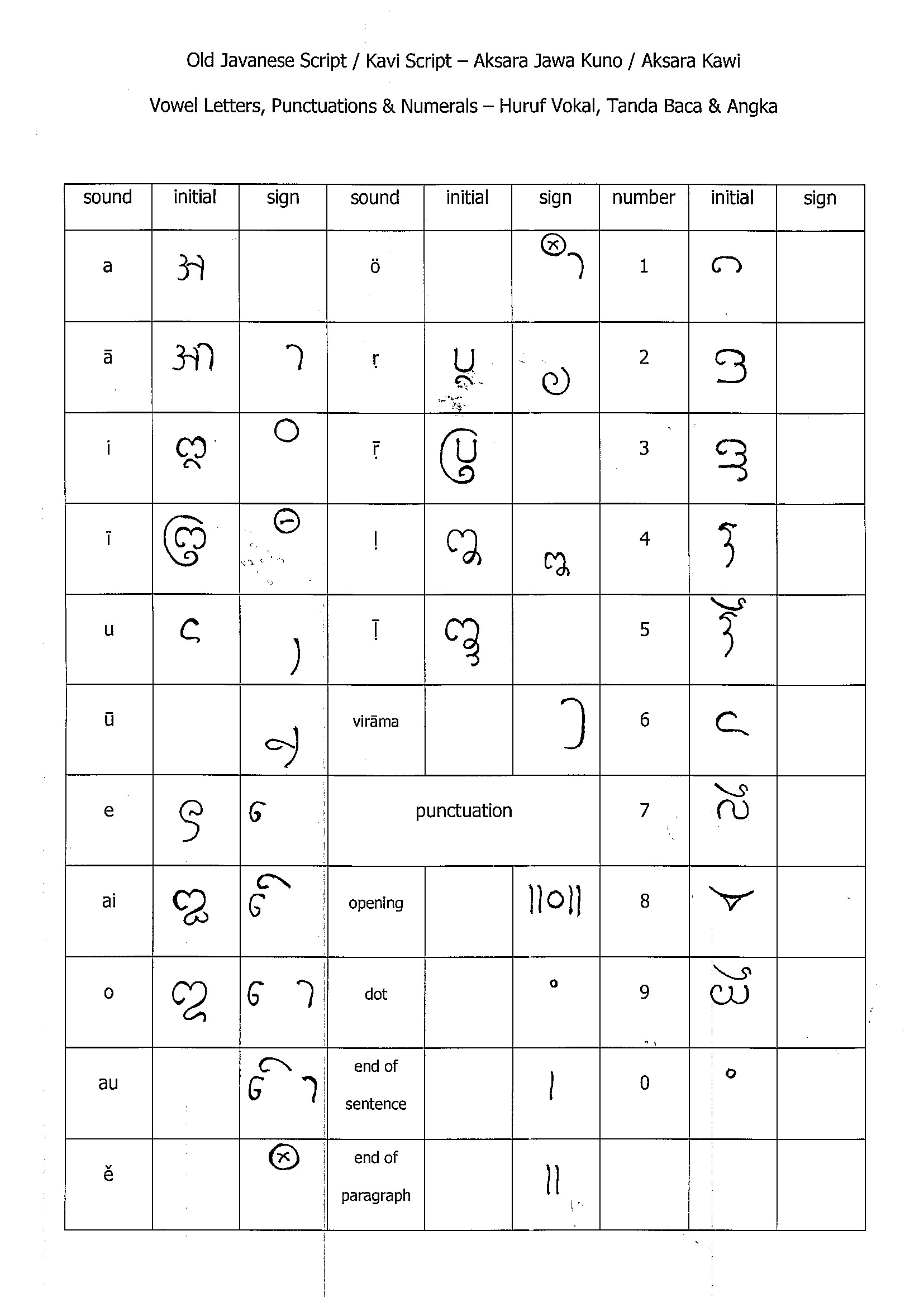
Chữ Kawi

Chữ Kawi có quan hệ đến chữ Nagari hoặc chữ Devanagari cổ ở Ấn Độ. Nó cũng được gọi là "Prae-Nagari" trong các ấn phẩm của Hà Lan theo tác phẩm kinh điển của F.D.K. Bosch về các chữ viết cổ ở Indonesia, dạng "chữ Nagari sớm" chủ yếu được sử dụng trong dạng chữ Kawi để viết tiếng Phạn Đông Nam Á và tiếng Java cổ ở miền trung và đông Java.
Chữ Kawi là tổ tiên của các chữ viết truyền thống của Indonesia, như tiếng Java và tiếng Bali, cũng như các chữ viết truyền thống của Philippines như chữ Luzon Kavi và các chữ viết cổ ở mảng khắc Laguna Copper 822 AD và Baybayin 1500 AD.
Bằng chứng mạnh mẽ nhất về ảnh hưởng của Nagari được tìm thấy trong bản khắc đá Sanur được tìm thấy ở Nam Bali, bao gồm các văn bản trong hai thứ chữ: một ở "chữ Nagari sớm" và một ở "chữ Kawi sớm". Hơn nữa, dòng chữ Sanur trùng lặp thành hai ngôn ngữ - tiếng Phạn và tiếng Bali cổ. Trong số này, phần tiếng Bali cổ trong văn bản được thể hiện bằng cả chữ Nagari sớm và Kawi sớm. Dòng chữ này có khả năng từ năm 914 CE, và đặc trưng của nó tương tự như các dạng chữ viết Kawi sớm nhất được tìm thấy ở khu vực trung tâm và phía đông của đảo Java lân cận với đảo Bali.